# Sepp De Roover
Pour les articles homonymes, voir De Roover.
Sepp De Roover, né le 12 novembre 1984 à Geel, est un footballeur international et entraîneur belge. Il occupe actuellement le poste d'assistant d'Óscar García à l'OH Louvain.

## Carrière
Débutant dans le club phare de sa ville natale, le KFC Verbroedering Geel, il fait une carrière dans les clubs néerlandais: recruté par Willem II Tilburg en 2003, il rejoint l'année suivante le PSV Eindhoven.
En 2005, il joue au FC Eindhoven en Eerste Divisie et il devient titulaire dans l'équipe.
Mais sa carrière prend un tournant en 2006 au Sparta Rotterdam, club de Eredivisie. Il joue 53 matches et marque trois buts en deux saisons.
Il est international belge espoir et participe au championnat d'Europe Espoirs 2007 aux Pays-Bas.
En juillet 2008, il est transféré au FC Groningue.
Il devient international le 14 novembre 2009 lors d'un match amical contre la Hongrie (victoire 3 à 0). Il joue son second match international trois jours plus tard face au Qatar. Il n'a plus jamais été sélectionné depuis.
À l'âge de 30 ans, après un passage au NAC Breda et à la suite de blessures au genou, il met un terme à sa carrière de footballeur et se reconvertit dans le secteur de la vente automobile.